# (14550) Lehký
(14550) Lehký, désignation internationale (14550) Lehky, est un astéroïde de la ceinture principale.

## Description
(14550) Lehky est un astéroïde de la ceinture principale. Il fut découvert le 27 octobre 1997 à l'Observatoire d'Ondřejov par Lenka Šarounová. Il présente une orbite caractérisée par un demi-grand axe de 2,31 UA, une excentricité de 0,14 et une inclinaison de 6,6° par rapport à l'écliptique.

## Compléments